# NGC 1369
NGC 1369 este o intermediate spiral galaxy⁠(d) situată în constelația Eridanul. A fost descoperită în 19 ianuarie 1865 de către Johann Friedrich Julius Schmidt⁠(d). Se află la o distanță de 18,84 megaparseci de Pământ.